# Golo
Il Golo (in corso Golu) è il più lungo fiume della Corsica con oltre 89 km di percorso. Scorre interamente nel territorio del dipartimento della Alta Corsica.

## Percorso
Nasce dalle pendici della Paglia Orba a circa 2000 metri di altitudine, e mantenendo per quasi tutto il tracciato una direzione prevalente nord-ovest/sud-est sfocia nel mar Tirreno vicino allo Stagno di Biguglia, nei pressi dell'aeroporto di Bastia-Poretta. Non attraversa rilevanti centri abitati. Nei pressi di Calacuccia alimenta un lago artificiale. I suoi affluenti principali sono l'Asco e la Casaluna.
Il Golo è un corso d'acqua relativamente breve ma ricco d'acqua, con una portata media di 14.1 metri cubi al secondo a Volpajola, ma con fluttuazioni stagionali molto rilevanti
Il fiume ha dato il nome all'antico dipartimento del Golo, creato nel 1796 e soppresso nel 1811 con la costituzione del dipartimento unico della Corsica. Il dipartimento dell'Alta Corsica, creato nel 1976, ha gli stessi limiti geografici del precedente dipartimento del Golo.

## Affluenti
- Asco (sin.), 34.1 km di lunghezza.
- Casaluna (dx.), 25.3 km di lunghezza.
- Erco (sin.), 11.2 km di lunghezza.